# إبراهام رايس
إبراهام رايس (بالألمانية: Abraham Joseph Reiss) هو حاخام ألماني، ولد في 1800 في Gochsheim ‏ في ألمانيا، وتوفي في 1862 في بالتيمور في الولايات المتحدة.